# Dooiergele mestzwam
De dooiergele mestzwam (Bolbitius titubans) is een schimmel behorend tot de familie Bolbitiaceae. Hij groeit op voedselrijke bodem, vaak bij dierlijke uitwerpselen, maar ook wel op rottend gras of hooi en tussen zaagsel of houtsnippers.

## Kenmerken

### Uiterlijke kenmerken
Hoed
De hoed is 1 tot 5 cm in diameter. Bij jonge exemplaren is de hoed eivormig, glanzend, kleverig en bedekt met een laag slijm. De kleur is dan goudgeel of citroengeel. Later wordt hij klokvormig om uiteindelijk helemaal uit te spreiden. De slijmlaag verdwijnt en de gele kleurstof van de hoedhuid lost op in dauw en regenwater waardoor een beige teint overblijft. De aanvankelijk gladde hoed raakt op den duur fijn radiair gegroefd.
Lamellen
De lamellen staan dicht bijeen en verwelken snel. Ze zijn in het begin bleekgeel, maar worden later kaneelkleurig bruin door de rijpende sporen. 
Steel
De steel is 4 tot 12 cm lang en 3 tot 6 mm breed, hol en zeer breekbaar. Hij is over de hele lengte vlokkig op een zijdeachtig-vezelig oppervlak. De kleur is wit of bleekgeel. Er is geen ring.

### Microscopische kenmerken
De sporen zijn glad, elliptisch en donkerbruin van kleur. De sporenmaat is 10–16 × 6–9 µm. De cheilocystidia zijn aanwezig. De pileipellis is trichoderm.

## Consumptie
De paddenstoel heeft geen enkele voedingswaarde en wordt daarom gezien als oneetbaar.

## Verspreiding
De soort komt bijna over de hele wereld voor. In Nederland en België komt hij zeer algemeen voor van voorjaar tot en met herfst.

## Foto's

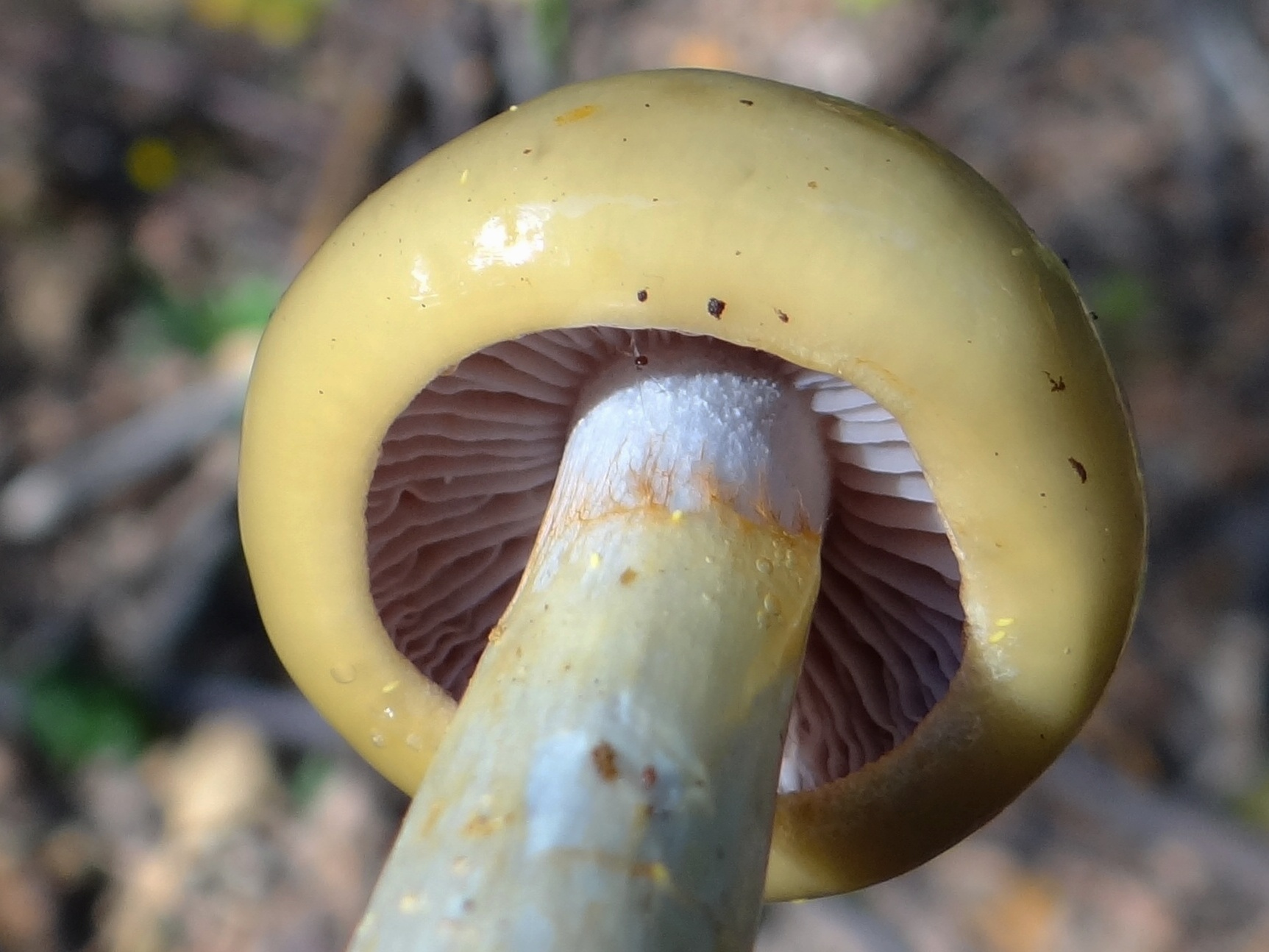
lamellen (jong exemplaar)
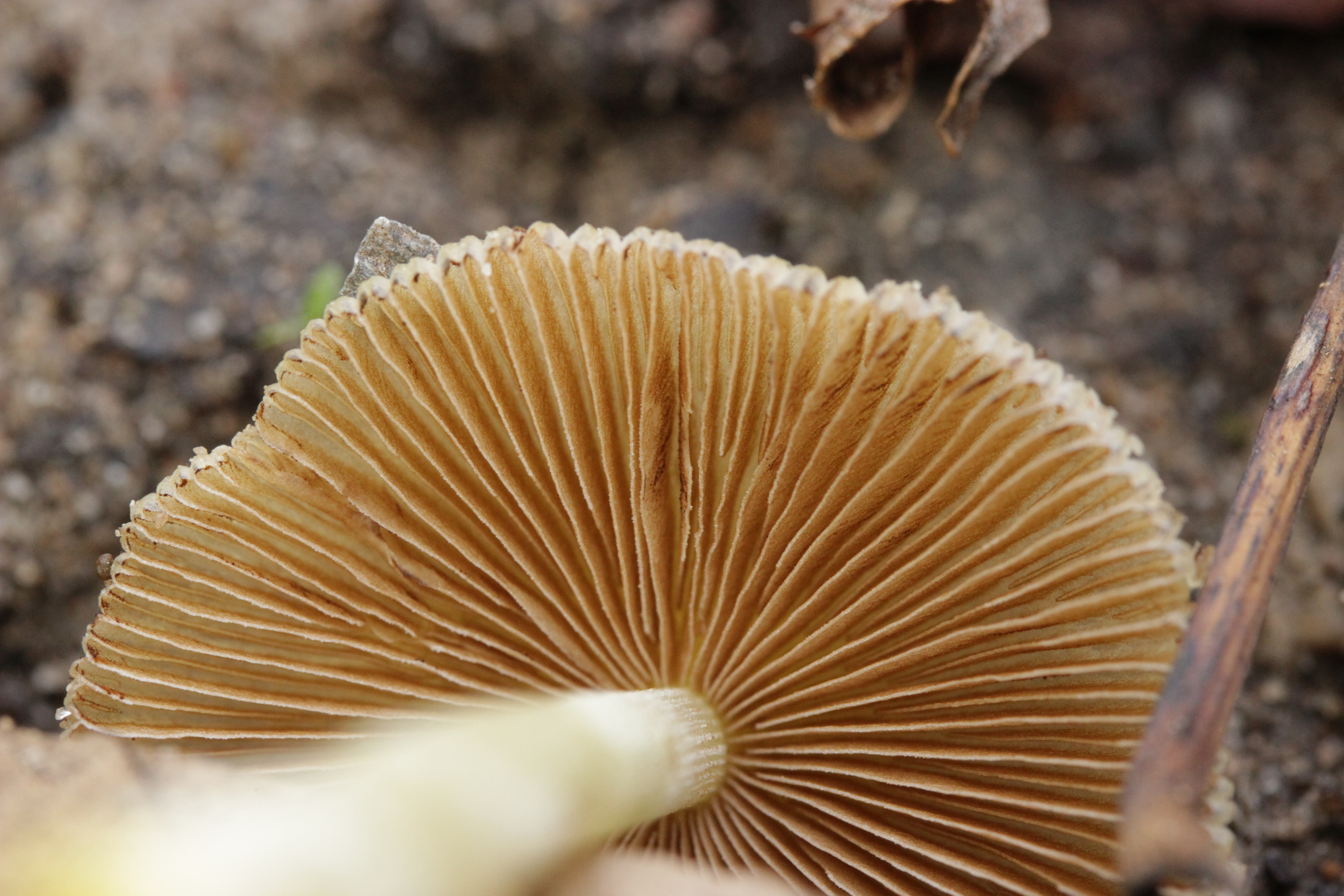
lamellen (ouder exemplaar)
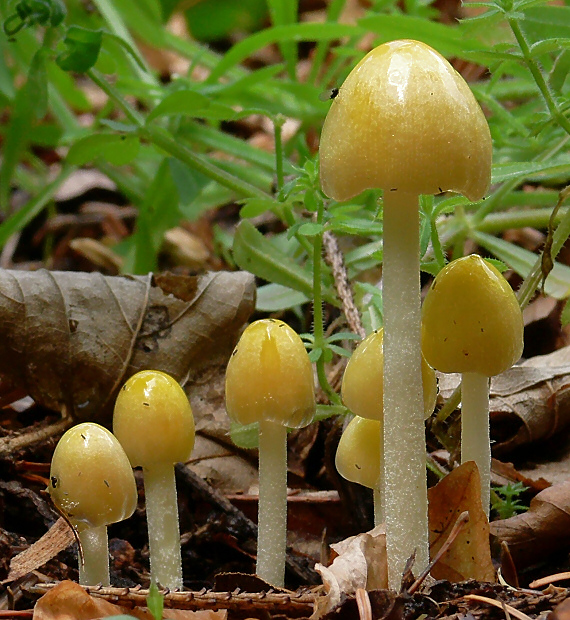
Meerdere exemplaren
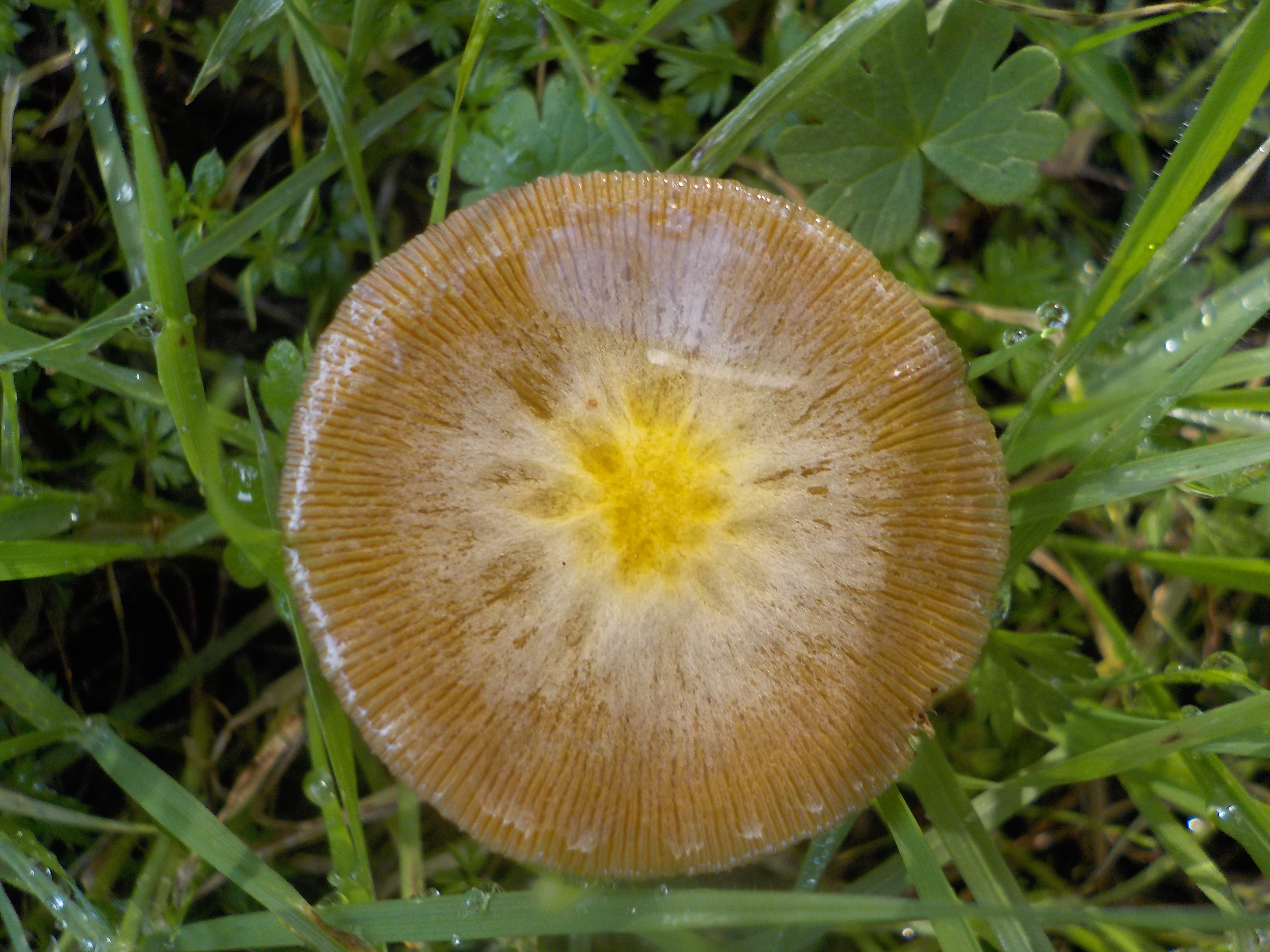
Gegroefde hoedrand
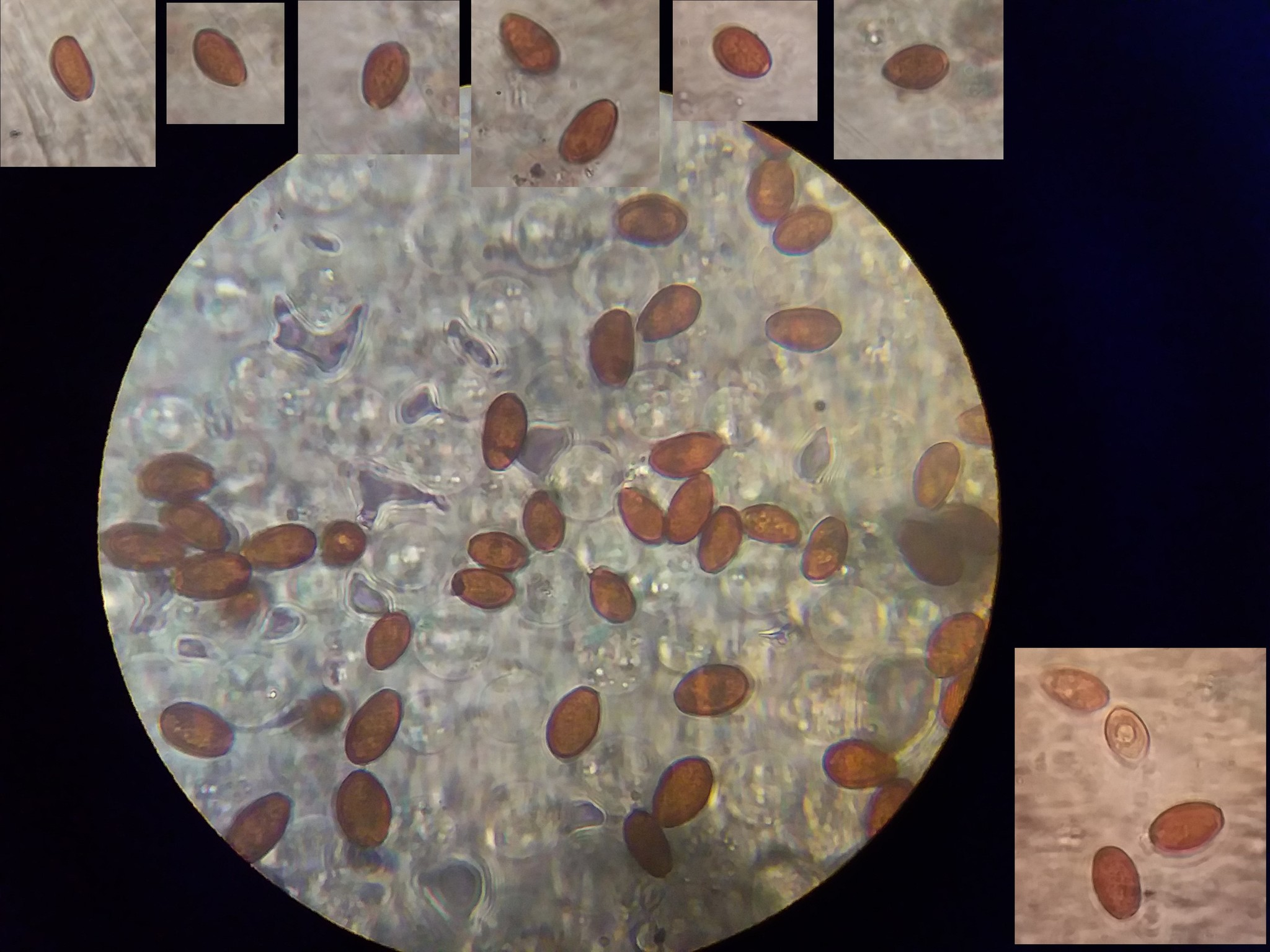
Sporen
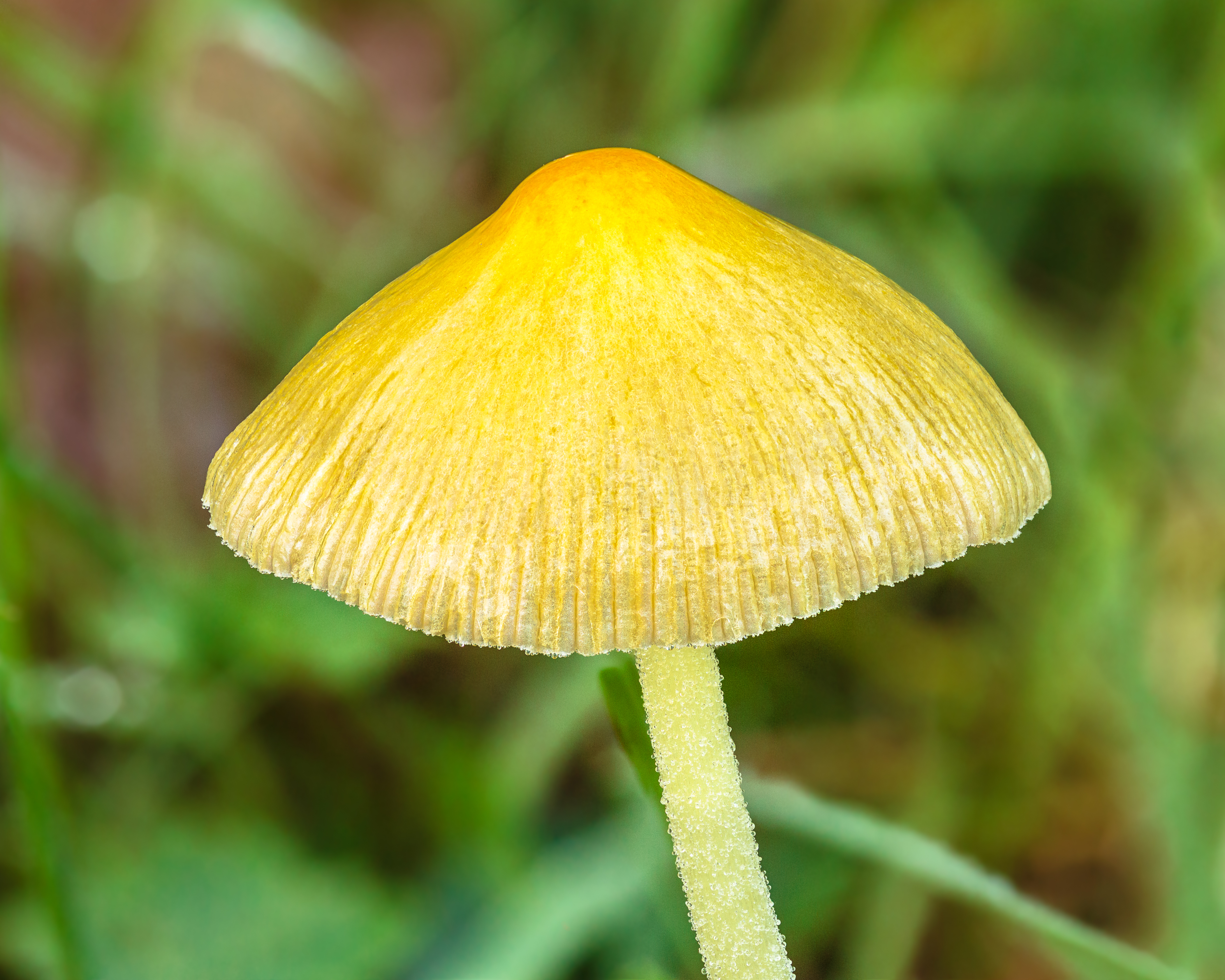
Hoed